# Osiedle „biskupie” na Karolewie w Łodzi

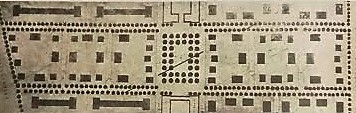
Plan osiedla

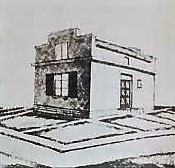
Projekt pojedynczego domku

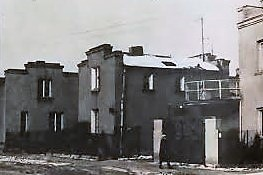
Fragment osiedla w 1988

Osiedle „biskupie” na Karolewie w Łodzi – osiedle powstałe na przełomie lat 20. i 30. XX w. w Łodzi na Karolewie, na terenie Polesia. Od nazwy inicjatora jego budowy – bp. Wincentego Tymienieckiego – nazywane popularnie „osiedlem biskupim”. Dla znaczącej obniżki kosztów budowy 2-rodzinne domki z ogródkami powstały z żużlobetonu. Z zaplanowanych 140, powstało 98.

## Historia

### Tło
Po I wojnie światowej, w związku z trwałą fatalną sytuacją mieszkaniową łódzkich robotników, w II połowie lat 20. XX w. zaczęły rodzić się w mieście pomysły dla poprawy sytuacji w tym zakresie, wychodzące z kręgów lewicowych partii (przede wszystkim Polskiej Partii Socjalistycznej) oraz miejscowego kościoła katolickiego.
Przed I wojną światową zbiorowe budownictwo mieszkaniowe dla łódzkich robotników było realizowane tylko przez właścicieli największych łódzkich fabryk, w ich interesie. Miało na celu ścisłe związanie najbardziej potrzebnych im kadr produkcyjnych z ich fabrykami i pośrednio utrzymanie kontroli nad nimi (w przypadku niesubordynacji groźba zwolnienia, połączona z odebraniem mieszkania zakładowego).
Na tych zasadach powstały w Łodzi enklawy domów familijnych (famuł) zakładów Izraela Poznańskiego przy ul. Ogrodowej, osiedle Księży Młyn zakładów Karola Scheiblera, kilka domów Juliusza Heinzla przy ul. Przejazd (ob. ul. J. Tuwima) czy osiedle domków kunitzerowskich na Widzewie, dla zakładów Juliusza Kunitzera i Ludwika Grohmana.
Pierwszą powojenną próbą budowy niezależnego od zakładów osiedla robotniczego było Osiedle im. Józefa Montwiłła-Mireckiego przy ul. Srebrzyńskiej, zrealizowane, choć nie w pełnym zakresie, w latach 1928–1931 przez magistrat m. Łodzi, w tym czasie zdominowany przez PPS. Było to osiedle zaprojektowane z dużym rozmachem, nowoczesne, stawiane później za jeden z najlepszych przykładów tego rodzaju inwestycji w skali europejskiej. Kryzys gospodarczy przełomu lat 20. i 30. zniweczył jego klasowe przeznaczenie, w wyniku czego szybko stało się ono miejscem zamieszkania łódzkiej klasy średniej (lekarze, urzędnicy). Mieszkania posiadały wysoki jak na ówczesne realia standard – elektryczność, bieżącą wodę i kanalizację, które to udogodnienia stanowiły rzadkość w przedwojennej Łodzi. W zasadzie prace przy budowie osiedla trwały aż do początku wojny.

### Towarzystwo Budowy Domków Robotniczych
Odpowiedzią łódzkiego kościoła na takie działania socjalistycznych władz miasta była inicjatywa budowy osiedla na Karolewie, ale w skali nieporównanie mniejszej, jak się wydawało bardziej dostosowanej do warunków miejscowych.
Bazą był pomysł bp. Wincentego Tymienieckiego (stąd popularna nazwa tego osiedla – „osiedle biskupie”) powołania niedochodowego Towarzystwa Budowy Domków Robotniczych, na bazie kapitału zakładowego w wysokości 500 000 zł, powstałego z wpłat łódzkich przedsiębiorstw, banków i osób prywatnych (po 1 zł od pracownika zatrudnionego w danym zakładzie pracy). Dywidendy oraz oprocentowanie kapitału Towarzystwa miały powiększać jego kapitał zakładowy.
Dla znaczącej obniżki kosztów budowy 2–rodzinne domki miały być budowane z żużlobetonu. Zaprojektował je Wiktor Gessler. Standardowy 2–rodzinny domek ma dwie izby i kuchnię na parterze oraz dwa pokoje na piętrze. Ponadto każdy z domków miał posiadać niewielki ogródek. Domki miały być sprzedawane na dogodnych warunkach, a dla wspomożenia spłaty kredytu, nabywcy otrzymali prawo podnajmowania dwóch pokoi na piętrze. Kredytów na wykup domków udzielał Bank Gospodarstwa Krajowego.

Zorganizowanie Spółki, której działalność poświęcona jest wyłącznie zwalczaniu najdotkliwiej odczuwanej przez sfery robotnicze klęski mieszkaniowej, stanowi czyn społeczny wielkiej miary i doniosły etap na drodze do rozwoju dobrobytu powszechnego. Sfery przemysłowe innych ośrodków, zachęcone przykładem łódzkim, zamierzają w najbliższym czasie podjąć analogiczną akcję. W każdym razie jednak zaszczyt pierwszeństwa stanowić będzie zawsze chlubę przemysłu łódzkiego i głównego inicjatora akcji – ks. bp. W. Tymienieckiego

Teren pod budowę pozyskano w peryferyjnej części miasta, na Karolewie (za stacją Łódź-Kaliska). Ogółem miało powstać 140 domków, z których 114 miało być wykończone do jesieni 1928 roku.
W skład Zarządu Spółki weszli jako członkowie:
- Karol Wilhelm Scheibler – przemysłowiec
- prof. Edward Ulmann – dyr. naczelny Elektrowni Łódzkiej
- Adam Osser – przemysłowiec
- Gustaw Wilhelm Geyer – przemysłowiec
- Maks Kernbaum – przemysłowiec

oraz jako zastępcy członków Zarządu:
- dr Marceli Barciński – przemysłowiec
- W. Horodyński – m.in. prezes zarządu szpitala w Kochanówce w Łodzi
- Zygmunt Fiedler – m.in. prezes oddz. łódzkiego Stowarzyszenia Polskich Kupców i Przemysłowców Chrześcijańskich w Łodzi

W skład Rady Nadzorczej Towarzystwa weszli:
- bp Wincenty Tymieniecki
- Władysław Jaszczołt – wojewoda łódzki
- dr Alfred Biedermann – przemysłowiec)
- Leon Towarnicki – prezes Izby Skarbowej w Łodzi

Dla realizacji tej inicjatywy, łódzki kościół potrafił wznieść się ponad uprzedzenia religijne i zaprosił do grona władz Towarzystwa przedstawicieli m.in. społeczności żydowskiej, np. Adam Osser i Marcelego Barcińskiego. Z drugiej strony było to typowe dla Łodzi współdziałanie przedstawicieli różnych wyznań w czterokulturowym mieście. Podobnie realizowano na przykład budowę łódzkich kościołów, cerkwi i synagog czy szpitali.

### Budowa osiedla i upadłość
Kamień węgielny pod budowę osiedla bp Tymieniecki poświęcił 13 maja 1928 roku.
W styczniu 1935 r. Towarzystwo ogłosiło upadłość (termin zgłaszania wierzytelności ustalono na 18 marca 1935 roku). W związku z tym powstała spółka pn. „Towarzystwo Budowy Domków Robotniczych, w likwidacji”, z siedzibą przy ul. Targowej 1.
Przyczyną bankructwa był, podobnie jak w przypadku osiedla im. Montwiłła-Mireckiego, ogólnoświatowy kryzys gospodarczy, który zahamował prawie całkowicie sprzedaż już powstałych budynków. Z tej przyczyny i tu większość domków została wykupiona przez przedstawicieli łódzkiej klasy średniej. Na przykład zamieszkał tu sędzia Sądu Okręgowego w Łodzi – Stanisław Pniewski oraz jego brat Jan, dyrektor firmy „A. Than i S–ka”.
Po tej połowicznie udanej próbie rozwiązania problemu taniego budownictwa dla łódzkich robotników, do wybuchu II wojny światowej, nie podjęto żadnych działań w tym zakresie. Dopiero po II wojnie światowej, udało się w znaczącym stopniu rozwiązać ten problem. Na przykład obok „osiedla biskupiego”, powstało w latach 70. XX wieku osiedle Retkinia. Również i na samym Karolewie powstało duże osiedle.